# Florian Dietz
Florian Dietz (Bad Neustadt an der Saale, 3 agosto 1998) è un calciatore tedesco, attaccante del Colonia.

## Carriera
Cresciuto nel settore giovanile del Carl Zeiss Jena, ha esordito in prima squadra il 23 settembre 2016, nell'incontro di Regionalliga vinto per 3-0 in trasferta contro l'Hertha Berlino II. In due stagioni ha totalizzato 34 presenze e 3 reti. Nel 2018 è stato ingaggiato dal Werder Brema, dove ha giocato per due stagioni con la squadra riserve. Nell'agosto del 2019 è stato acquistato dall'Unterhaching, militante in 3. Liga, per poi passare in prestito al Colonia nel 2020, venendo aggregato alla squadra riserve. Acquistato a titolo definitivo nel 2021, il 31 maggio 2022 è stato promosso in prima squadra, firmando un contratto valido fino al 2025.
Ha debuttato in Bundesliga il 7 agosto successivo, nella vittoria per 3-1 contro lo Schalke 04, mentre ha segnato la sua prima rete in campionato il 13 agosto, nel pareggio per 2-2 sul campo dell'RB Lipsia. Il 18 agosto ha fatto il suo esordio anche nelle competizioni europee, giocando la partita dei preliminari di Conference League persa per 1-2 contro il Fehérvár, nella quale ha segnato il gol del momentaneo vantaggio della sua squadra.

## Statistiche

### Presenze e reti nei club
Statistiche aggiornate al 15 febbraio 2025.
| Stagione               | Squadra                | Campionato             | Campionato | Campionato | Coppe nazionali | Coppe nazionali | Coppe nazionali | Coppe continentali | Coppe continentali | Coppe continentali | Altre coppe | Altre coppe | Altre coppe | Totale | Totale |
| Stagione               | Squadra                | Comp                   | Pres       | Reti       | Comp            | Pres            | Reti            | Comp               | Pres               | Reti               | Comp        | Pres        | Reti        | Pres   | Reti   |
| ---------------------- | ---------------------- | ---------------------- | ---------- | ---------- | --------------- | --------------- | --------------- | ------------------ | ------------------ | ------------------ | ----------- | ----------- | ----------- | ------ | ------ |
| 2016-2017              | Carl Zeiss Jena        | RL                     | 8          | 2          | CG              | 0               | 0               | -                  | -                  | -                  | -           | -           | -           | 8      | 2      |
| 2017-2018              | Carl Zeiss Jena        | 3L                     | 26         | 1          | -               | -               | -               | -                  | -                  | -                  | -           | -           | -           | 26     | 1      |
| Totale Carl Zeiss Jena | Totale Carl Zeiss Jena | Totale Carl Zeiss Jena | 34         | 3          |                 | 0               | 0               |                    | -                  | -                  |             | -           | -           | 34     | 3      |
| 2018-2019              | Werder Brema II        | RL                     | 23         | 3          | -               | -               | -               | -                  | -                  | -                  | -           | -           | -           | 23     | 3      |
| lug.-ago. 2019         | Werder Brema II        | RL                     | 4          | 2          | -               | -               | -               | -                  | -                  | -                  | -           | -           | -           | 4      | 2      |
| Totale Werder Brema II | Totale Werder Brema II | Totale Werder Brema II | 27         | 5          |                 | -               | -               |                    | -                  | -                  |             | -           | -           | 27     | 5      |
| 2019-2020              | Unterhaching           | 3L                     | 20         | 0          | -               | -               | -               | -                  | -                  | -                  | -           | -           | -           | 20     | 0      |
| 2020-2021              | Colonia II             | RL                     | 12         | 4          | -               | -               | -               | -                  | -                  | -                  | -           | -           | -           | 12     | 4      |
| 2021-2022              | Colonia II             | RL                     | 18         | 13         | -               | -               | -               | -                  | -                  | -                  | -           | -           | -           | 18     | 13     |
| 2022-2023              | Colonia II             | RL                     | 1          | 0          | -               | -               | -               | -                  | -                  | -                  | -           | -           | -           | 1      | 0      |
| 2023-2024              | Colonia II             | RL                     | 9          | 4          | -               | -               | -               | -                  | -                  | -                  | -           | -           | -           | 9      | 4      |
| Totale Colonia II      | Totale Colonia II      | Totale Colonia II      | 40         | 21         |                 | -               | -               |                    | -                  | -                  |             | -           | -           | 40     | 21     |
| 2022-2023              | Colonia                | BL                     | 11         | 1          | CG              | 0               | 0               | UECL               | 7                  | 2                  |             | -           | -           | 18     | 3      |
| 2023-2024              | Colonia                | BL                     | 5          | 0          | CG              | 0               | 0               |                    | -                  | -                  |             | -           | -           | 5      | 0      |
| 2024-gen. 2025         | Colonia                | 2L                     | 3          | 0          | CG              | 1               | 0               | -                  | -                  | -                  | -           | -           | -           | 4      | 0      |
| Totale Colonia         | Totale Colonia         | Totale Colonia         | 19         | 1          |                 | 1               | 0               |                    | 7                  | 2                  |             | -           | -           | 27     | 3      |
| gen.-giu. 2025         | Altach                 | BL                     | 2          | 1          | CA              | -               | -               | -                  | -                  | -                  | -           | -           | -           | 2      | 1      |
| Totale carriera        | Totale carriera        | Totale carriera        | 142        | 31         |                 | 1               | 0               |                    | 7                  | 2                  |             | -           | -           | 150    | 33     |